# Manuel Cipriano Dulanto
Manuel Cipriano Dulanto Valenzuela (Callao, 17 de julio de 1801 - 17 de marzo de 1867) fue un militar que alcanzó el grado de coronel, político y prócer de la Independencia del Perú. Primer alcalde del Callao.

## Biografía
Sus padres fueron José Dulanto y Bernardina Valenzuela.
Siendo muy joven luchó al lado del General José de San Martín. Simón Bolívar también lo tuvo en sus filas. Luchó bajo las órdenes del General Alvarado en las batallas de Tarata y Moquegua, al igual que con el general Andrés de Santa Cruz en la Batalla de Zepita.
En la Batalla de Junín luchó junto a Necochea. Antonio José de Sucre lo tuvo a su lado al lograr el triunfo en la Batalla de Ayacucho.
Obsequió un buque a la Marina de guerra, y equipó un batallón para la defensa, además de construir hospitales, asilos y escuelas donando de su propia fortuna y propiedades.
El nombre de Manuel Cipriano Dulanto está inmortalizado en la galería de los héroes nacionales del Perú. Fue además un ilustre masón. La Cámara de Maestros Masones Instalados del Callao lleva su nombre.
Entre sus condecoraciones figuran:
- Medalla de Oro del Primer sitio del Callao
- Medalla de Oro de la Batalla de Zepita
- Medalla del Cautiverio de la Isla de Estévez
- Medallas de las Campañas de Ancash
- Medalla de Oro de los Oficiales del Ejército Libertador

Manuel Cipriano Dulanto fue el primer Alcalde del Callao, creador, fundador y primer Director de la Beneficencia Pública del Callao, senador y prefecto de la Provincia Constitucional del Callao y miembro de la primera promoción de la Compañía de Bomberos Unión Chalaca N° 1.
Contrajo matrimonio con María de los Santos Valcárcel. De esta unión nacieron María Andrea, Manuel Belisario, Viviana Mercedes y Matilde Dulanto Valcárcel, quien casó con el escritor Ricardo Rossel Sirot.
Sus restos reposan en el Cementerio Baquíjano del Callao, donde todos los años se honra su existencia forma oficial. En su lápida yace grabado en latín “Omnia Bene Fecit” que en español quiere decir «Todo lo Hizo Bien».
Fue fundador de la Gran Logia Nacional del Perú, el 9 de agosto de 1858, siendo su primer Gran Maestro. Fue Diputado Gran Maestro Federico Lembecke, Primer Gran Vigilante Juan Bautista Casanave, Segundo Gran Vigilante B. Pomaroux, Gran Secretario Juan Ureta, Gran Tesorero J. Morante y Gran Orador Juan Oviedo.